# 스키타이: 불멸의 전사
《스키타이: 불멸의 전사》(Скиф, Skif, The Scythian)는 러시아 연방에서 제작된 러스탐 모사피르 감독의 2018년 액션, 드라마, 판타지 영화이다. 알렉세이 파데예프 등이 주연으로 출연하였다.
이 영화는 필리핀과 베트남에서 2018년 1월 18일 개봉되었다.

## 출연

### 주연
- 알렉세이 파데예프
- 알렉산데르 쿠즈네초프

### 조연
- 유리 트리로
- 비탈리 크레브첸코